# Крамп, Изабелла
Изабелла Венеранда-Патрисия Крамп (англ. Isabella Veneranda-Patricia Cramp; род. 18 декабря 2004), также известна как Изабелла Кроветти (англ. Isabella Crovetti) или Изабелла Кроветти-Крамп (англ. Isabella Crovetti-Cramp) — американская актриса.

## Ранняя жизнь
Крамп родилась 18 декабря 2004 года в США, в семье продюсера Брэдли Крампа и актрисы Дениз Кроветти. У неё имеется три младших брата: Кэмерон, Николас и Данила.

## Карьера
Крамп заинтересовалась актёрством в возрасте пяти лет, когда увидела детскую телепередачу «Йоу Габба Габба!». Кинодебют состоялся в 2011 году в пилоте будущего телесериала «Семейный альбом», однако проект не нашёл своих покупателей и так и не был продлён. В этом же году появилась во множестве эпизодических ролей в телесериале: «Просветлённая», «C.S.I.: Место преступления Майами», «Майк и Молли», «Молодые и дерзкие», «Счастливый конец» и телефильме «Пайпер Роуз». В 2012 году появилась в эпизодической роли в телесериале «В поле зрения», а также присоединилась к главному актёрскому составу телесериала «Соседи». За роль в телесериале актриса была удостоена двух премий (одной общей) и одной номинации на премию «Молодой актёр». В 2013 году исполнила эпизодическую роль в сериале «В Филадельфии всегда солнечно». В 2014 году появилась в короткометражном фильме «Сестринские новости» от Nickelodeon, а также эпизодической роли в сериале «Джесси». В 2015 году появилась в эпизодической роли в сериале «Дворняжка и прочее» и двух короткометражных фильмах «Чувак с усами!» и «Разговор», помимо данный проектов, исполнила главную роль в фильме «Джой» и дебютировала в качестве актрисы озвучивания в мультсериале «Шиммер и Шайн». В 2016 году появилась в телесериале «Скорпион» и «Секреты и ложь», а также сыграла в телефильме «Дивы северного озера» вместе со своей матерью. Также в этом году присоединилась к главному актёрскому составу телесериала «Колония». В 2017 году появлялась в качестве актрисы озвучивания в мультсериале «Удивительная Ви», «Маленький зоомагазин. Тайный мир питомцев» и «Пушистые истории. Королевские питомцы», а также мультфильме «Самый маленький зоомагазин: сногсшибательная вечеринка по случаю дня рождения». В 2018 году повторила роль «Вампирины» в мультфильме «Девушки из Трансильвании». В 2020 году появилась в фильме «Волшебный лагерь», «Рита» и короткометражке «Лето змей». В 2021 году появилась в комедии «Это всё он». В 2022 году озвучила персонажа в компьютерной игре «Stranger of Paradise: Final Fantasy Origin», а также присоединилась к второстепенному актёрскому составу мультсериала «Босс-молокосос: колыбель зовёт». В 2023 году присоединилась к главному актёрскому составу мультсериала «Суперкотята». В 2024 году исполнила эпизодическую роль в телесериале «Лэй-Лэй».

## Фильмография
| Год          |     | Русское название                                                              | Оригинальное название                        | Роль                  |
| ------------ | --- | ----------------------------------------------------------------------------- | -------------------------------------------- | --------------------- |
| 2011         | тф  | Пайпер Роуз                                                                   | Possessing Piper Rose                        | Пайпер Максвелл       |
| 2011         | с   | Просветлённая                                                                 | Enlightened                                  | юная Эми              |
| 2011         | с   | C.S.I.: Место преступления Майами                                             | CSI: Miami                                   | юная Ян Грамерси      |
| 2011         | с   | Майк и Молли                                                                  | Mike & Molly                                 | Синди                 |
| 2011         | с   | Молодые и дерзкие                                                             | The Young and the Restless                   | юная Айвери           |
| 2011         | тф  | Семейный альбом                                                               | Family Album                                 | Руби Бронски          |
| 2011—2012    | с   | Счастливый конец                                                              | Happy Endings                                | юная Алекс            |
| 2012         | с   | В поле зрения                                                                 | In Plain Sight                               | юная Мэри             |
| 2012—2014    | с   | Соседи                                                                        | The Neighbors                                | Эбби Уивер            |
| 2013         | с   | В Филадельфии всегда солнечно                                                 | It's Always Sunny in Philadelphia            | Сара                  |
| 2014         | с   | Джесси                                                                        | Jessie                                       | Венди Макмиллан       |
| 2014         | кор | Сестринские новости                                                           | Sister News                                  | камео                 |
| 2015         | кор | Чувак с усами!                                                                | Mustache Dude!                               | Изабелла              |
| 2015         | с   | Дворняжка и прочее                                                            | Mutt & Stuff                                 | Джинн                 |
| 2015         | кор | Разговор                                                                      | The Talk                                     | дочь                  |
| 2015         | ф   | Джой                                                                          | Joy                                          | юная Джой             |
| 2015—2020    | мс  | Шиммер и Шайн                                                                 | Shimmer and Shine                            | Шайн                  |
| 2016         | с   | Скорпион                                                                      | Scorpion                                     | Оливия Пирсон         |
| 2016         | тф  | Дивы северного озера                                                          | North Lake Divas                             | Кристалл              |
| 2016         | с   | Секреты и ложь                                                                | Secrets & Lies                               | Рэйчел Восс           |
| 2016—2018    | с   | Колония                                                                       | Colony                                       | Грейс «Грейси» Боуман |
| 2017         | мф  | Самый маленький зоомагазин: сногсшибательная вечеринка по случаю дня рождения | Littlest Pet Shop: A Smashing Birthday Party | Матильда Гикат        |
| 2017         | мс  | Пушистые истории. Королевские питомцы                                         | Whisker Haven                                | Эш                    |
| 2017—2018    | мс  | Маленький зоомагазин. Тайный мир питомцев                                     | Littlest Pet Shop: A World of Our Own        | различные роли        |
| 2017—2021    | мс  | Удивительная Ви                                                               | Vampirina                                    | Вампирина «Ви» Хантли |
| 2018         | мф  | Девушки из Трансильвании                                                      | Transylvania Girls                           | Вампирина «Ви» Хантли |
| 2020         | ф   | Волшебный лагерь                                                              | Magic Camp                                   | Рут                   |
| 2020         | кор | Лето змей                                                                     | The Summer of Snakes                         | Ники                  |
| 2020         | тф  | Рита                                                                          | Rita                                         | Роуз                  |
| 2021         | ф   | Это всё он                                                                    | He's All That                                | Брин Квеллер          |
| 2022         | ки  |                                                                               | Stranger of Paradise: Final Fantasy Origin   | Миа                   |
| 2022—2023    | мс  | Босс-молокосос: колыбель зовёт                                                | The Boss Baby: Back in the Crib              | Иветта                |
| 2023 — н. в. | мс  | Суперкотята                                                                   | SuperKitties                                 | различные роли        |
| 2024         | с   | Лэй-Лэй                                                                       | That Girl Lay Lay                            | Кэй-Кэй               |
| 2025         | кор | Трое из нас                                                                   | The Three of Us                              | Рори                  |

## Награды и номинации
| Год  | Премия                 | Категория                                                                                 | Номинация за  | Результат | Примечания |
| ---- | ---------------------- | ----------------------------------------------------------------------------------------- | ------------- | --------- | ---------- |
| 2013 | Премия «Молодой актёр» | Выдающийся молодой актерский состав в телесериале                                         | Соседи        | Победа    | [ 40 ]     |
| 2013 | Премия «Молодой актёр» | Лучшая женская роль в телесериале - молодая актриса второго плана                         | Соседи        | Номинация | [ 40 ]     |
| 2014 | Премия «Молодой актёр» | Лучшая женская роль в телесериале - молодая актриса второго плана                         | Соседи        | Победа    | [ 41 ]     |
| 2016 | Премия «Молодой актёр» | Лучшая женская роль в озвучивании - молодая актриса                                       | Шиммер и Шайн | Номинация | [ 42 ]     |
| 2016 | Премия «Молодой актёр» | Лучшая женская роль второго плана в художественном фильме - молодая актриса второго плана | Джой          | Победа    | [ 42 ]     |